# Edición extra

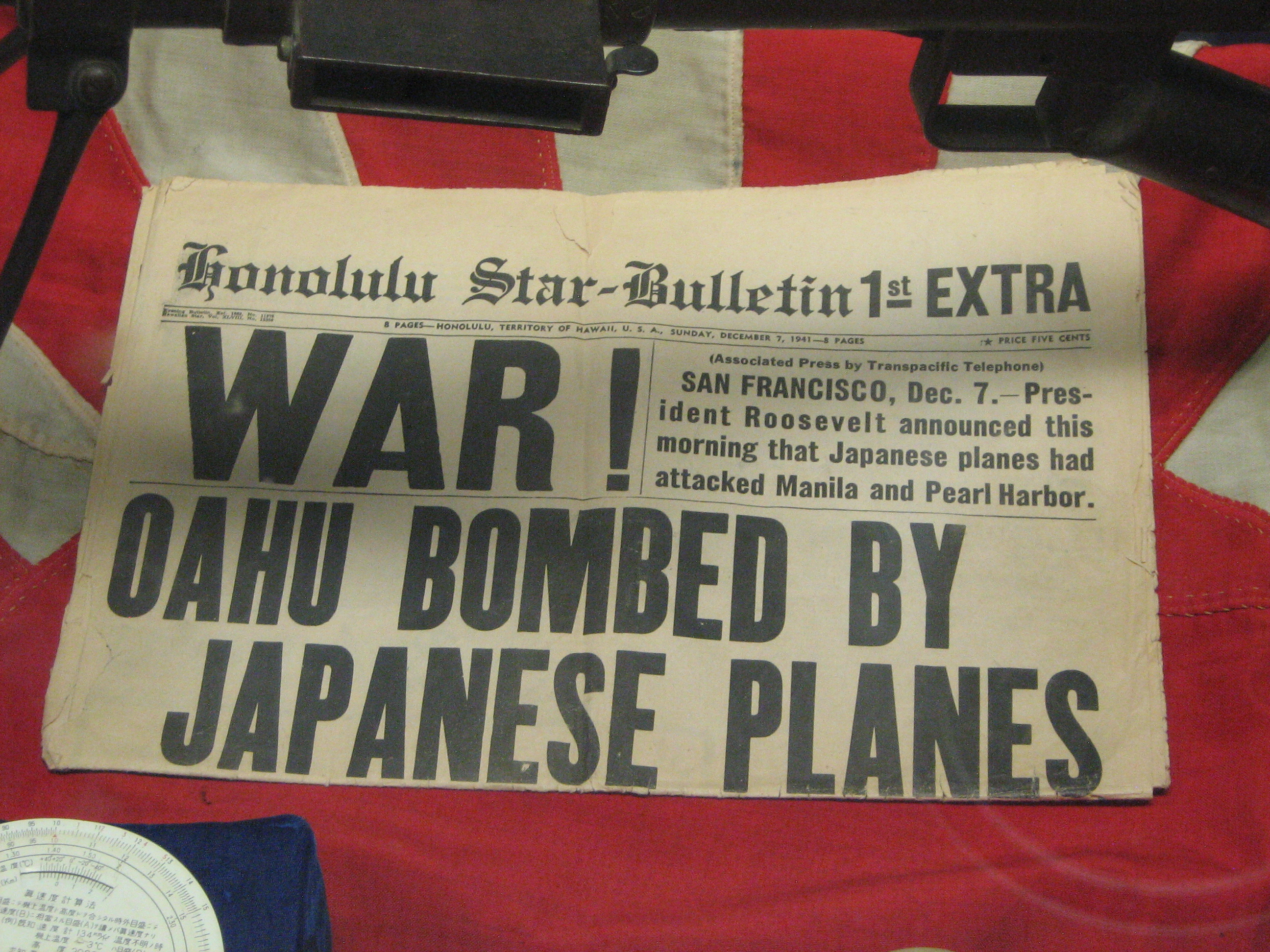
Edición extra del Honolulu Star-Bulletin tras el ataque a Pearl Harbor.

Una edición extra, periódico extra, edición especial o simplemente extra es un número especial de un periódico publicado fuera del calendario de publicación normal para informar sobre noticias importantes o sensacionalistas que llegaron demasiado tarde para la edición regular, como el estallido de la guerra, el asesinato de una figura pública, o incluso los últimos acontecimientos en un juicio sensacionalista.: 261 
Reemplazó a la anterior andanada, una hoja impresa por una sola cara y destinada a ser pegada en las paredes de lugares públicos.
A partir de mediados del siglo XIX en Estados Unidos, los vendedores ambulantes de periódicos gritaban Extra! Extra! Read all about it! («Extra! ¡Extra! ¡Lea todo sobre esto!») al vender extras. Esto se convirtió en un latiguillo utilizado a menudo para introducir eventos en una narrativa en el cine.
Con el desarrollo de la radio, los extras quedaron obsoletos a principios de la década de 1930 (en áreas que tenían buena cobertura de radio), reemplazados por boletines de noticias de última hora.: 36  Dicho esto, ocasionalmente han aparecido extras en el siglo XXI. Múltiples diarios norteamericanos publicaron un extra la tarde del 11 de septiembre de 2001, para informar sobre los atentados terroristas de aquella mañana, aunque no lo habían hecho desde años antes.